# مامبرییا د کاسترخن
مامبرییا د کاسترخن (به اسپانیایی: Mambrilla de Castrejón) یک شهرستان در اسپانیا است.